# Alberto Lievore
Alberto Lievore (Buenos Aires, 1948). Arquitecto por la Universidad de Buenos Aires y diseñador industrial. En 1977 se establece en Barcelona y forma parte del grupo Berenguer junto con Jorge Pensi, Norberto Chaves y Oriol Pibernat con quien proyecta el SIDI, plataforma para el lanzamiento internacional del diseño español. Este grupo combina la enseñanza y teoría del diseño con la práctica. Durante estos años diseña formando un tándem con Jorge Pensi. En 1984 crea su propio estudio, dedicándose principalmente al diseño de producto, a la consultoría y a la dirección de arte de diversas empresas, entre las cuales destacan Perobell o Andreu World. 
En estos años sus investigaciones le llevan a experimentar con nuevas técnicas y materiales como por ejemplo el maderón. En 1991 entran a formar parte del estudio Jeannette Altherr (Heidelberg, Alemania, 1965) y Manel Molina (Barcelona, 1963) y éste pasa a llamarse Lievore-Altherr-Molina. Entre sus diseños más conocidos destacan la butaca Manolete (1988) y la silla de brazos Rothko (1989).